# Енрікета Марті
Енрікета Марті(1868  — 12 травня 1913) іспанський серійний вбивця дітей, викрадачка, повія. В пресі її називали Вампіром Барселони та Вампіром Ель Раваля .
Однак, деякі дослідники вважають, що вона не вбивця, а скоріше людина з психічними розладами, яку можна лише довести, що вона викрала молоду дівчину Терезіту Гітарт. Вони також сперечаються про те, що чорну легенду, яку їй приписують, не можна було продемонструвати.

## Раннє життя
Енрікета Марті народилася 2 лютого 1868 р. в Сант-Феліу-де-Льобрегат. Будучи молодою жінкою, Енрікета Марті переїхала з рідного міста до Барселони, де працювала служницею та нянею; незабаром зайнялася проституцією, працювала в борделі високого класу. У 1895 році вона вийшла заміж за художника Хуана Пуяло, але шлюб розпався. За словами Пуяло, стосунки Марті з іншими чоловіками, її непередбачуваний характер стали причинами розлучення пари. Пара сходилася і розходилася приблизно шість разів. На момент затримання(1912), Марті з чоловіком була розлучена вже п'ять років. Дітей не мали.

## Чорна легенда
У 1909 році Марті відкрила власний бордель, який привертав найзаможніших у Барселоні.  Деякі з них мали незвичні бажання, які вона виконувала за великі гроші. Деякі виявляли бажання до дітей.  Щоб розмістити їх, вона одягалася як жебрак і ходила бідними районами міста. Коли вона натрапляла на дітей без супроводу, вона викрадала їх для клієнтів свого борделя.  Вона жебракувала і стояла в хлібних чергах у монастирях, щоб знайти покинутих дітей.  Вночі вона відвідувала оперний театр Ель-Лісеу, Казино Арабасада та інші місця, де збиралися заможні люди Барселони, які, ймовірно, пропонували їй послуги постачальника дітей. 
В той самий час, коли вона протестувала дітей, вона також займалася знахарством. Вона стверджувала, що пиття крові крові дітей може вилікувати туберкульоз, і пропонувала креми та еліксири, які могли зупинити старіння та продовжити тривалість життя. Інгредієнти, які вона використовувала для виготовлення засобів захисту, походили з останків дітей, яких вона вбивала. Вона використовувала жир, кров, волосся та кістки.  З цієї причини у неї не було проблем із позбавленням решток її жертв. Марті пропонувала бальзами, фільтри, мазі, припарки та зілля для лікування туберкульозу, якого дуже боялися в той час, та інших захворювань, які не могла вилікувати традиційна медицина. Багатії віддавали великі гроші за ці «ліки». 
Під час «Трагічного тижня» 1909 року вона була заарештована у своїй квартирі в Барселоні, разом із молодим чоловіком із багатої родини та звинувачена у очоленні борделю, який пропонував сексуальні послуги з дітьми.  Завдяки її зв'язкам з вищими членами суспільства Барселони, які використовували її послуги, її не судили. 
Протягом наступних трьох років багато дітей зникло, але, оскільки вони були з бідних сімей, розслідування майже не велися. 
Підозрюється, що вона викрала велику кількість дітей за двадцять років. Вона була знову заарештована в квартирі району Ель-Раваль; більшість доказів було знайдено в інших її квартирах.
Експертам-криміналістам вдалося визначити загалом дванадцять дітей-жертв. Незважаючи на підозри та через те, що Марті не розраховувала свою діяльність, експерти не знають, чи є вона смертельною вбивцею в Іспанії. Зрозуміло те, що вона багато років діяла в Барселоні. Громадськість підозрювала, що хтось викрадає дітей, адже багато дітей як крізь землю провалилися, викликаючи страх серед населення.

## 29 вулиця Понета

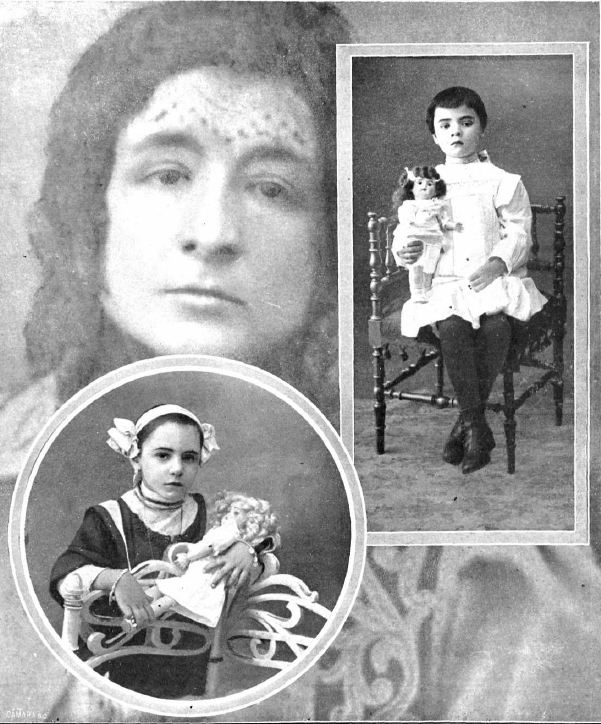
Фотографії Антоніо Еспругаса, на яких видно Енрікету Марті та двох дівчат, яких врятували поліцейські, Терезіту Гітарт та Анджеліту.

10 лютого 1912 року вона викрала свою останню жертву: Терезіту Гітарт Конгост.  Упродовж двох тижнів все місто шукало її, люди були обурені тим, що влада майже нічого не робила.  Підозрілий сусід Клавдія Еліас знайшла слід Терезіти. 17 лютого Еліас побачила дівчинку зі стриженим волоссям, що дивилася з вікна  першого поверху квартири під номером 29 на вулиці Понента(тепер вулиця Хоакін Коста). Еліас ніколи не бачила цю дівчинку раніше. Вона запитала свою сусідку(то була Енрікета Марті), чи та дівчинка була її, але вона закрила вікно, не сказавши жодного слова. Еліас поділилась цим, а також своїми підозрами, що тою маленькою дівчинкою була Конгост, з виробником матраців, який теж жив на тій вулиці. Вона також розповіла йому про дивне життя, яке вела її сусідка. Виробник матраців повідомив муніципального агента Хосе Асенса про підозри Еліас, і він, в свою чергу, повідомив про це начальнику бригади Рібо.
27 лютого  через скаргу на курей у квартирі, двоє агентів Рібо пішли шукати Марті. Вони знайшли її в суді, що на вулиці Ферландіна, повідомили її про звинувачення, а потім провели до квартири. Вона була здивованою, але нічого не заперечувала. У квартирі полісмени знайшли двох дівчат. Одна з них — Терезіта Гітарт Конгост, інша — Анджеліта.  Після виступу заяви Конгост повернулася до батьків.  Вона пояснила, як Марті викрала її: в той час, коли вона відійшла від матері, незнайомка взяла її за руку, пообіцявши їй цукерки, але коли побачила, що жінка веде її далеко від будинку дівчинки, Терезіта захотіла повернутися, але Енрікета накинула їй на голову чорну ганчірку і забрала її до квартири. Енрікета постригла Терезіту і змінила її ім'я на Фелісідад, сказавши дитині, що вона більше не має батьків і відтоді повинна називати її «мамою». Марті годувала дівчинку картоплею та черствим хлібом і вважала за краще щипати, а не бити дитину. Жінка забороняла їй підходити до вікон та балконів, а також не дозволяла заходити в деякі кімнати у квартирі.
Конгост казала, що Марті часто залишала їх у спокої. Одного разу вони ризикнули проникнути в кімнати, які Марті забороняла їм відвідувати. Там вони знайшли мішок з дівочим одягом, вкритим кров'ю, і ніж для видалення кісток, також покритим кров'ю.  Конгост не покидала квартиру Марті під час свого полону.
Свідчення Анджеліти були більш лякаючими. Перед тим, як Конгост приїхала до квартири, там був п'ятирічний хлопчик на ім'я Пепіто.  Анжеліта казала, що бачила, як Енрікета вбила його на кухонному столі.  Анджеліта побігла сховатися в ліжку і заснула, Марті не знала, що дівчинка це бачила. Особистість Анджеліти було складніше визначити, оскільки вона не знала свого справжнього прізвища, але вона підтвердила слова Марті, що її батька звали Хуан. Енрікета стверджувала, що Анджеліта була дочкою її колишнього чоловіка Хуана Пуяло. Він поставав перед суддею і заявив, що не жив з Марті вже багато років, що в них не було дітей, і що він не знає, звідки в Енрікети Анджеліта. Зрештою, Марті заявила, що дівчинку вона взяла як новонароджену від своєї свекрухи, сказавши їй, що дівчинка мертвонароджена. Енрікету Марті Ріполеш було затримано та ув'язнено у в'язницю Рейна Амалія.

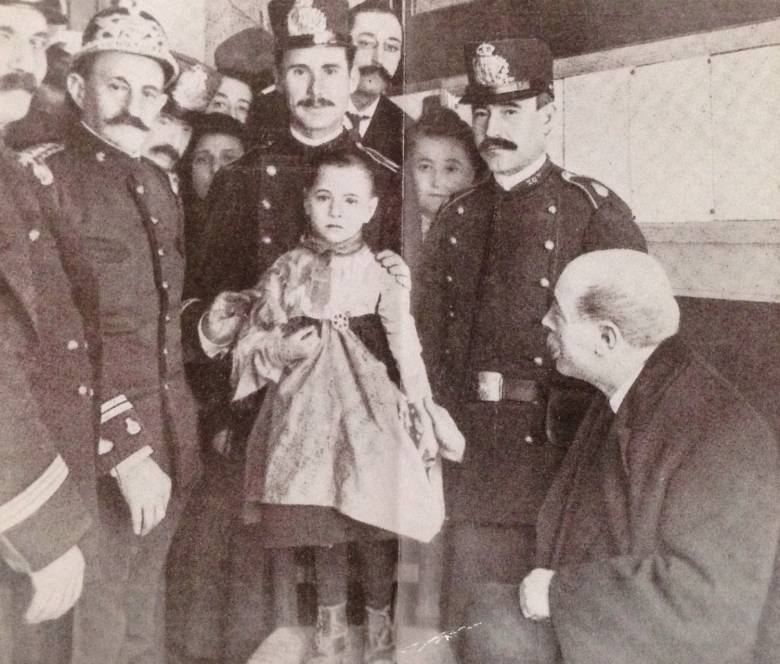
Поліцейські із знайденою Терезітою Гітард

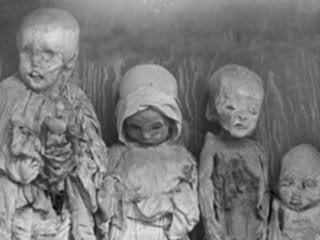
Останки дітей, знайдених в будинку Енрікети Марті

Під час другого огляду квартири детективами було виявлено мішок з кривавим одягом та ножем. Також вони знайшли ще один мішок з брудним одягом та маленькими людськими кістками. Було визначено, що кістки піддавалися впливу вогню. Слідчі знайшли розкішну вітальню з шафою та гарним хлоп'ячим та дівочим одягом у ній.  Ця кімната була повною протилежністю від решти квартири, яка була суворою та смерділа. В іншій замкнутій кімнаті вони знайшли жах, який ховала Марті. Там було п'ятдесят глечиків, баночок та тазиків, із законсервованими людськими останками: жирне сало, згортана кров, дитяче волосся, скелети рук, перемолоті кістки,  та горщики з уже готовим зіллям, мазями та бальзамами на продаж. 
Слідчі також завітали до ще двох квартир, де жила Марті: квартира на вулиці Таллерс, на вулиці Пікалкес та будиночок у перевізника Джокса Флоралса, у місті Санц . В обох вони знайшли людські останки у стінах.  У саду будинку на перевізника Джокса Флорала знайшли череп трирічної дитини та низку кісток, які відповідали дітям 3, 6 та 8 років.  У деяких рештках досі були шматки одягу, стан яких вказував на те, що Марті звично викрадала дітей бідних сімей, у яких не було грошей, щоб заручитись допомогою органів для пошуку зниклих дітей. Подальше розслідування виявило ще одне житло в Сант-Феліу-де-Льобрегат, власність сім'ї Марті. Тут вони знайшли залишки дітей у вазах і банках, а також книги з рецептами зілля.  
У квартирі було знайдено досить цікаві речі: стародавню книгу з пергаментними обкладинками, книгу нотаток, де вона писала рецепти та зілля елегантним почерком, пакет листів та записок, написаних закодованою мовою, та список із прізвищами родин та важливих осіб Барселони.  Цей список був дуже суперечливим, оскільки громадськість вважала, що це список багатих клієнтів Енрікети . Поліція намагалася не допустити витоку списку, але пішли чутки, що це список клієнтів: лікарів, політиків, бізнесменів та банкірів.  Маючи на увазі події Трагічного тижня та побоюючись заворушень, влада заспокоювала громадськість газетними статтями, в яких пояснювалося, що в списку містяться імена людей, від яких Марті просила грошей, і які були ошукані брехнею та проханнями вбивці. 
Марті був ув'язнений у в'язниці Рейна Амалії до суду. Вона намагалася вчинити самогубство, порізавши зап'ястя дерев'яним ножем. Громада вибухнула через те, що люди хотіли, щоб вона постала перед судом і була страчена гарротою . Працівники в'язниці повідомили в пресі, що вжито заходів для того, щоб Марті не змогла вбити себе.
Енрікета не була засуджена за свої злочини. Вона померла через рік і три місяці після арешту від рук своїх тюремних товаришів. Її компаньйони вчинили самосуд над нею на одному з внутрішніх дворів в'язниці 12 травня 1913 року.  Дехто вважає, що засудженим заплатили заможні клієнти Марті, тому деталі її злочинів не були розкриті під час публічного судового розгляду.  Однак у її свідоцтві про смерть написано, що причиною цього є рак матки. Несвоєчасна смерть позбавила владу можливості повністю розкрити всі її таємниці. Її поховали таємно у загальній могилі на Монтжуїкському цвинтарі, розташованому на горі Монжуїк у Барселоні.

### Декларації та свідчення
Марті допитували про присутність Терезіти Гітарт у її будинку. Та пояснила, що вона знайшла дівчину, загублену та голодну, напередодні на вулиці Ронди де Сант Па. Клавдія Еліас спростувала це, бо бачила дівчину у квартирі Енрікети за кілька днів до арешту.  
Марті також допитували про наявність кісток, людських останків, кремів, зілля, припарок, мазей, пляшок крові, а також ножа для видалення кісток. Слідчі запитували, чи піддавала вона обпаленню чи приготуванню кісток, як свідчить криміналістика. Марті заявила, що вивчала анатомію людини, але під тиском вона все-таки зізналася, що є цілителькою і використовувала дітей як сировину для виготовлення своїх ліків. Вона заявила, що була експертом у створенні найкращих ліків та препаратів, які користувалися великою популярністю серед заможних людей.  
Під час допиту вона розкрила місця розташування інших своїх квартир (вул. Таллерс, вул. Пікаке, вул. Джока Флоралса та її будинок в Сант-Феліу-де-Льобрегат), а також розповіла слідчим, як туди ввійти. Всі вже знали, і сама Марті зізналась, що вона пропонувала послуги як постачальник для педофілів, але з гніву на долю, яка її чекала, вона не назвала жодного замовника.
Слідчі знали, зі свідчень Анджеліти та Клавдії Еліас, про існування маленького хлопчика Пепіто . Марті стверджувала, що хлопчика їй довірила сім'я, яка не могла доглядати його. На запитання про його місцезнаходження, вона сказала, що він поїхав у провінцію через те, що захворів , це саме вона говорила своїй сусідці Клавдії Еліас. Переконливі докази і свідчення Анджеліти спростували це виправдання. Вона не змогла пояснити звідки в неї кривавий одяг у мішку, ножі та залишки свіжого жиру, крові та кісток. Це були залишки Пепіто. Також вона не змогла вказати сім'ю, яка довірила їй дитину, даючи зрозуміти, що хлопчик — ще одна викрадена дитина.  
Арагонська жінка з Альканіса впізнала у ній людину, що викрала її сина-немовляти шість років тому(1906). Марті виявила надзвичайну доброту до виснаженої та голодної жінки з дитиною після тривалої подорожі з їхньої землі. Енрікета гралась з дитиною, а потім відійшла від матері і зникла. Нещасна мати не змогла знайти свого сина. Підозрювалось, що вона використала дитину для виготовлення ліків.
Марті зізналася, що займалася проституцією сімнадцятирічної дівчини в борделі на Каррер-Сабадель, а також робила аборти, але ніколи не визнавалася в убивстві.